# 莫尔旺地区维利耶
莫尔旺地区维利耶（法語：Villiers-en-Morvan，法語發音：[vilje ɑ̃ mɔʁvɑ̃]）是法国科多尔省的一个市镇，属于博讷区。

## 地理
莫尔旺地区维利耶（47°8'46"N, 4°15'19"E）面积6.7 平方千米，位于法国勃艮第-弗朗什-孔泰大區科多尔省，该省份为法国中东部省份，北起奥布省，西接涅夫勒省和约讷省，南至索恩-卢瓦尔省，东南接汝拉省，东临上索恩省，东北部与上马恩省接壤。
与莫尔旺地区维利耶接壤的市镇（或旧市镇、城区）包括：莫尔旺地区布拉泽、巴尔勒雷居利耶、布拉诺、萨维利。
莫尔旺地区维利耶的时区为UTC+01:00、UTC+02:00（夏令时）。

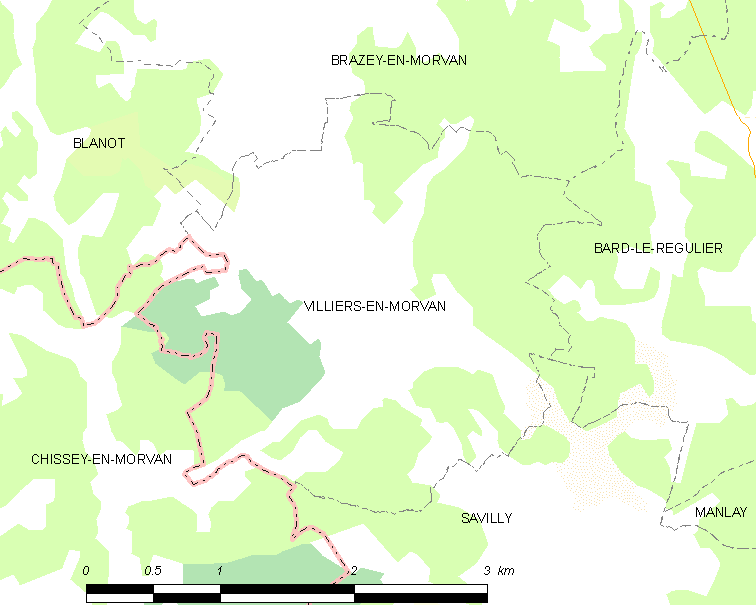
莫尔旺地区维利耶的OSM定位图

## 行政
莫尔旺地区维利耶的邮政编码为21430，INSEE市镇编码为21703。

## 政治
莫尔旺地区维利耶所属的省级选区为阿尔奈勒迪克县。

## 人口

1962-2008年间莫尔旺地区维利耶人口变化图示

莫尔旺地区维利耶于2022年1月1日时的人口数量为46人。